# WCWG
WCWG (канал 20) — це телевізійна станція, ліцензована на Лексінгтон, Північна Кароліна, Сполучені Штати, яка обслуговує регіон П’ємонтської Тріади як філія CW. Він належить Hearst Television разом з філією NBC WXII-TV (12-й канал), що має ліцензію на Winston-Salem. WCWG і WXII-TV ділять студії на Coliseum Drive у Вінстон-Сейлемі; через угоду про спільне використання каналів, станції передають, використовуючи спектр WXII-TV з антени на горі Сауратаун в окрузі Стокс.

## Історія
Станція вперше з’явилася в ефірі 30 жовтня 1985 року як WEJC (що означає «Ми возвеличуємо Ісуса Христа»; працюючи як незалежна станція, вона спочатку підтримувала релігійно-просвітницький формат. Спочатку програми базувалися на баптистах і реформатах і тримався подалі від проповідування "Знак і чудес". Спочатку станція працювала зі студій, розташованих біля I-85 Business у Лексінгтоні. Через відсутність відповідного програмування, а також сприйняття релігійних програм через важкі часи християнського мовлення після Джима Скандали Беккера та Джиммі Сваґгарта, що почались у 1987 році, станція була скорочена до мінімуму, а кількість персоналу та роботи з будівлі передавача поблизу Рендлмана. Спочатку вона належала Koinonia Broadcasting. У цей час програмування WEJC було поділено приблизно навпіл між Home Shopping Club та У 1990 році станція перенесла свою роботу в нову студію, розташовану на Гілфорд-Коледж-роуд у Ґрінсборо, ming місцеве студійне виробництво та усунув більшість програм HSN. З 1990 року по березень 1996 року станція була пов’язана з Євангельською християнською телевізійною мережею.
Koinonia продала станцію Pappas Telecasting у 1995 році. Спочатку вона зберігала релігійний формат, але незабаром стала філією WB і додала програму цієї мережі до своєї лінійки відразу після завершення продажу. 14 березня 1996 року він змінив свої позивні на WBFX. Навесні 1996 року релігійні програми були скорочені до ранку з 5-7 ранку та з 9 ранку до полудня, а решта розкладу була заповнена синдикованими мультфільмами з 7-9 ранку, вестернами рано вдень, мультфільмами до 5 вечора, додатковими вестерни ввечері, програми WB і старі фільми в прайм-тайм, а драматичні серіали та класичні фільми пізно вночі.
Того літа станція досягла угоди зі станцією, що належить і керує Fox, WGHP (канал 8) про трансляцію програмного блоку Fox Kids, який транслювався на цій станції з моменту переходу на Fox у вересні 1995 року. нових філій через угоду про приєднання до групи з New World Communications (яка продала WGHP безпосередньо Fox, оскільки на той час перевищила ліміт володіння New World 12 станціями), керівники Fox вирішили змінити політику перевезення для Fox Kids, дозволивши станції вибрати, чи продовжувати транслювати його, або отримати право передати блок іншій станції на ринку. До розкладу WBFX було додано останні ситкоми поза мережею, а інші релігійні шоу було скасовано.
28 серпня 2000 року позивні станції змінилися на WTWB-TV (для «Triad WB»).WTWB відмовився від дитячих програм Fox на початку 2002 року, коли Fox скасував блок будніх днів по всій країні; WGHP вирішила не брати новий суботній ранковий мультиплікаційний блок Fox Box (пізніше 4Kids TV), який замінив Fox Kids у 2002 році. Як наслідок, блок взагалі не вийшов в ефір у П’ємонтській тріаді.
24 січня 2006 року підрозділ Warner Bros. Time Warner і CBS Corporation оголосили, що дві компанії закриють The WB і UPN і об’єднають відповідне програмування мереж для створення нової «п’ятої» мережі під назвою The CW. 2 березня 2006 року філію UPN WUPN-TV (канал 48, тепер WMYV) було оголошено філією MyNetworkTV. Через два тижні, 17 березня 2006 року, WTWB було підтверджено як вихідний пункт CW на ринку. 11 серпня 2006 року позивний був змінений на WCWG (для «CW Greensboro»), щоб відобразити приналежність.
16 січня 2009 року Pappas оголосив, що кілька його станцій, включаючи WCWG, будуть продані New World TV Group після того, як придбання отримало схвалення суду з банкрутства Сполучених Штатів. У якийсь момент New World TV Group змінить назву на Titan Broadcasting. 1 квітня 2013 року Lockwood Broadcast Group оголосила про придбання WCWG у Titan Broadcasting; продаж завершився 23 вересня.
На заохочувальному аукціоні Федеральної комісії зі зв’язку (FCC) компанія WCWG продала свій спектр за 105 731 122 долари США та зазначила, що після аукціону укладе угоду про спільне використання каналів. Згодом WCWG досягла угоди про спільне використання каналу з WXII-TV (канал 12); станція також уклала окрему угоду про спільні послуги, що дозволяє власнику WXII, Hearst Television, надавати додаткові послуги WCWG. 31 липня 2017 року WCWG виключила Escape і Laff зі своїх каналів.
4 жовтня 2017 року було оголошено, що Херст купує WCWG за 3,3 мільйона доларів. Закупівлю завершено 16 лютого 2018 року.

## Операція новин
У рамках угоди про спільні послуги з WXII станція перенесла 22:00. випуск новин із підканалу MeTV для WCWG, починаючи з 31 липня 2017 р. Новини також було розширено до повної години в будні вечорами, залишаючись на півгодини у вихідні дні
28 серпня 2017 року WCWG додатково додала двогодинне продовження ранкового шоу WXII.

## Технічна інформація

### Підканали
Video Mix TV, локалізований музичний відеоканал за запитом глядачів, який виник протягом десяти років на ринку Південної Флориди, транслювався на цифровому субканалі 20.2 з 1 червня 2009 року по 26 грудня 2010 року. 27 грудня 2010 року субканал, афілійований з Black Network Television, орієнтована на афроамериканців служба з акцентом на місцеву спільноту. Програми БНТ були доповнені синдикованими програмами, а на момент запуску також включали пропозиції від мережі AMG TV. 1 липня 2015 року WCWG замінила BNT на телеканал Escape.
У травні 2010 року WCWG почала транслювати іспаномовну мережу Estrella TV на цифровому підканалі 20.3. Влітку 2012 року Bounce TV додали до цифрового каналу 20.4. 1 червня 2015 року WCWG замінила Estrella TV на мережу Laff.

### Аналого-цифрове перетворення
WCWG вимкнула аналоговий сигнал 12 червня 2009 року, як частину санкционованого FCC переходу на цифрове телебачення для станцій повної потужності. Цифровий сигнал станції залишався на каналі UHF 19 до переходу, використовуючи PSIP для відображення віртуального каналу WCWG як 20 на приймачах цифрового телебачення.

### Кабельне та супутникове перевезення поза ринком
В останні роки WCWG транслювався по кабелю в Сайлер-Сіті, яке є частиною телевізійного ринку Ролі, та у Вайтвіллі, штат Вірджинія, яке є частиною ринку Роанок. На DirecTV WCWG транслювався в окрузі Грейсон, штат Вірджинія, який також є частиною ринку Роанок.